# RheinStars Köln
El RheinStars Köln es un equipo de baloncesto alemán con sede en la ciudad de Colonia, que compite en la ProB, la tercera división de su país. Disputa sus partidos en el Lanxess Arena, con capacidad para 4000 espectadores.

## Historia
Tras declararse en insolvencia el Köln 99ers en 2009, no hubo ningún club profesional de baloncesto en Colonia hasta 2013. El 12 de junio de 2013, se fusionaron los clubes de SG Köln 99ers y MTV Köln 1850, dando lugar al nuevo equipo de RheinStars Köln. Como meta se propusieron ascender a la Basketball Bundesliga en tres o cinco años.

## Posiciones en Liga
| - 2014: 1-(2RL) - 2015: 1-(RL) - 2016: 12-(ProA) - 2017: 8-(ProA) - 2018: 6-(ProA) |

## Palmarés
- Campeón de la Regionalliga (Grupo Oeste)

2015
- Campeón de la 2.Regionalliga (Grupo 1 Oeste)

2014

## Jugadores destacados
| - Jovan Janjić - Filip Kukic - Julius Albanus - Robin Christen - Philipp Hartwich - Dennis Heinzmann - Bernd Kruel - Lennart Steffen - Andreas Wenzl - Gytis Pakalniskis | - Kahraman Yıldırım - David Downs - Chris Eversley - Amric Fields - Jelani Hewitt - Lakeem Jackson - Aaron Jones - Omari Knox - Hugh Robertson - Richard Williams | - Jonathan Malu - Marin Petrić - Anthony King - Alex Foster - Markus Hallgrimson |